# Crassula inanis
Crassula inanis ist eine Pflanzenart der Gattung Dickblatt (Crassula) in der Familie der Dickblattgewächse (Crassulaceae).

## Beschreibung
Crassula inanis ist eine weiche, aufrechte bis mit aufgerichtetem Ende kriechende, spärlich verzweigte, ausdauernde, wasserlebende, krautige Pflanze, die Wuchshöhen von bis zu 30 Zentimeter erreicht. Die flachen, leichten sukkulenten Laubblätter sind kahl. Ihre grüne, lanzettliche bis dreieckige Blattspreite ist 8 bis 20 Millimeter lang und 2 bis 5 Millimeter breit. Die Spreitenspitzen sind stumpf.
Der Blütenstand sind Thyrsen. Die breit dreieckigen Kelchblätter der Blüten sind bis zu 0,5 Millimeter lang. Ihre becherartige Blütenkrone ist weiß. Die verkehrt eiförmigen Kronzipfel weisen eine Länge von bis zu 2,5 Millimeter auf und sind an ihren Spitzen zurückgebogen. Die Staubbeutel sind gelb bis purpurfarben.
Die Blütezeit ist der Hochsommer bis Herbst.

## Systematik, Verbreitung und Gefährdung
Crassula inanis ist in Uganda, Lesotho sowie in den südafrikanischen Provinzen Ostkap, Freistaat und KwaZulu-Natal an feuchten Stellen, meist in der Nähe von permanenten Wasserstellen in afrotemperatem Grasland verbreitet.
Die Erstbeschreibung durch Carl Peter Thunberg wurde 1794 veröffentlicht. Es existieren zahlreiche Synonyme.
Crassula inanis wird in der Roten Liste gefährdeter Arten der IUCN als „Least Concern (LC)“, d. h. als in der Natur nicht gefährdet, eingestuft.

## Nachweise